# Troškūnai
Troškūnai ( escoltar (?·pàg.)) és una ciutat del districte municipal d'Anykščiai al Comtat d'Utena amb 500 habitants és la quarta ciutat més petita de Lituània.

## Història
Va ser fundada el 1696 per Władysław Sokołowski, que va portar allà els monjos benedictins per fundar un monestir i una església; recentment, aquests edificis van ser tornats als monjos benedictins, que van establir allà el Centre Internacional de la Joventut.
El lloc del naixement de Konstantinas Sirvydas és a prop de la ciutat, va ser un lexicògraf i escriptor pioner de la literatura lituana.